# 沈穎婷
沈穎婷（英語：Winnie Shum，前名沈頴婷，1985年11月28日—），曾是無綫電視旗下藝人。2009年，沈穎婷約滿后，不再選擇續約，恢復自由身，後簽約英皇電影。2010年9月，入職國泰航空公司，現為空中小姐。

## 簡介
沈穎婷是香港已故息影藝人李影的長女，父親是香港製衣商人海鍵，自幼在加拿大長大，她於1998年畢業於溫哥華Immaculate Conception School，在2004年參加香港小姐競選而入行，成为“翡翠新力量”的成員之一。但是，直到2007年，於電視劇集《學警出更》中飾演學警藍詠詩後，才漸為人所認識。她亦曾經憑《白雪天使》一曲獲得2006年度十大兒歌金曲獎。
由於沈穎婷於無綫電視常安排飾演跑龍套的角色，她認為發揮不大，故於2007年12月轉投新視線，間接簽約亞洲電視，第一個工作為拍攝電視劇《火蝴蝶》。
2009年，沈穎婷約滿后，不再選擇續約，恢復自由身，後簽約英皇電影。2010年9月，入職國泰航空公司，現為空中小姐。

## 演出作品

### 電視劇（無綫電視）

#### 2005年
- 《識法代言人》 飾 Elsa（2005-2006）

#### 2006年
- 《人生馬戲團》 飾 趙蘭蘭
- 《法證先鋒》 飾 Fanny
- 《愛情全保》 飾 唐仁佳
- 《鳳凰四重奏》飾 魯杏芬

#### 2007年
- 《師奶兵團》 飾 Ada
- 《學警出更》 飾 藍詠詩
- 《爸爸閉翳》 飾 Candy
- 《歲月風雲》 飾 私房菜老闆女
- 《奸人堅》飾 娟妹
- 《同事三分親》飾 娟

#### 2008年
- 《野蠻奶奶大戰戈師奶》飾 Flora
- 《秀才愛上兵》飾 香水
- 《最美麗的第七天》 飾 Sales
- 《銀樓金粉》飾 護士
- 《古靈精探》 飾 方翠芝（Annie）
- 《當狗愛上貓》 飾 Pat
- 《珠光寶氣》

#### 2009年
- 《大冬瓜》飾 小甜

### 電視劇（亞洲電視）

#### 2008年
- 《火蝴蝶》 飾 趙凱琪

#### 2010年
- 《法網群英》

### 其他演出（無綫電視）
- 2006-2008年：《一擲千金》 - 千金小姐

### 其他演出（亞洲電視）
- 2008年：《樂壇風雲50年》--Joyce Lee Wedding Party

### 節目主持（亞洲電視）

#### 2008年
- 《今日法庭》
- 《高清打機王》
- 《識飲識食識香味》

### 音樂作品（歌曲）
- 2006年：白雪天使
- 2008年：恭喜發財迎新春（亞洲電視賀年歌）

### 音樂影帶
- 李嘉強《唯你獨尊》（TVB版）
- 張繼聰《彈弓手》（TVB版）
- 周國賢《漢城沉沒了》（TVB版）
- Bliss《跳飛機》（TVB版）

## 曾獲獎項
- 2006年度兒歌金曲頒獎典禮：十大兒歌金曲獎（《白雪天使》）

## 外部連結
- Wini da Slow（页面存档备份，存于）
- 沈穎婷網誌（页面存档备份，存于）